# Prak Hin
Samdach Preah Mahā Somethea Dhipati Prak Hin (tiếng Khmer: ប្រាក់ ហ៊ិន) là Đức Tăng Hoàng thứ III của hệ phái Mahānikāya Vương quốc Campuchia. Ông có hệ thống quản lý Tăng Ni rất chặt chẽ, có hạnh kiểm tốt. Thực hành nghiêm chỉnh theo giáo lý Phật giáo. Ông rất chú trọng về Thiền (Vipassanā Dhura)  và tầm sư học Đạo (Gandha Dhura).

## Tiểu sử
Prak Hin sinh vào Chủ nhật, ngày 8 tháng 12 năm 1863 tại làng Chak Ongkor, huyện Kampong Siem, tỉnh Kampong Cham. (Khi mẫu thân ông mang thai ở làng Bodhi Jomteav Mon, tỉnh Prey Veng đã bị quân bạo loạn tấn công và chạy đến làng Chak Ongkor). Thân phụ ông tên là Prak, mẫu thân ông tên là Deng, sau đó phụ mẫu đến sống ở phường 6, quận Chroy Changvar, Phnom Penh. Sống bằng nghề buôn bán tre.
Năm 1874 (PL. 2418), lúc lên 12 tuổi. Cậu bé Prak Hin xuất gia Sadi tại chùa Saing Sammi, tỉnh Prey Veng.
Năm 1883 (PL.2427), 09 năm sau đã lên 21 tuổi. Cậu thọ Đại giới Tỳ Kheo tại Chùa Saing Sammi, được Hòa Thượng Bổn sư bang pháp danh là Sodhamathera.
Hòa Thượng Chon Lon, giảng sư của Đại học Phật giáo Suramarit cho biết "Sau khi Prak Hin thọ đại giới Tỳ kheo, ông đã nhiều năm chú tâm học Thiền Vipassana ở tỉnh Prey Veng. Sau này ông trở về chùa Saravon Techo trao dồi kiến thức thêm tiếng Pali".
Năm 1910 (PL. 2454), lúc lên 75 tuổi. Ông được bổ nhiệm viện chủ chùa Saravon Techo, phường 3, Phnom Penh.
Năm 1937 (PL. 2481), Ông được bổ nhiệm Quyền Tăng Thống hệ phái Mahānikāya. (Nghị định Hoàng gia - số 6, ban ngày 01 tháng 02 năm 1937).
Năm 1940 (PL. 2484), Ông được phong chức Tăng Thống (Nghị định số 22, ngày 17 tháng 07 năm 1940).
Vào thứ Sáu, ngày 03 tháng 03 năm 1943 (PL. 2487), Ông được đăng quang thành Samdech Podhivong, Tăng Thống hệ phái Mahānikāya.
Ngày 19 tháng 10 năm 1944 (PL. 2488), Ông được đăng quang chức cao nhất là Samdech Preah Mahā Somethea Dhipati ,Tăng Thống hệ phái Mahānikāya.
Vào thứ Năm, ngày 20 tháng 11 năm 1947 (PL. 2491), Ông đã thu thần thị tịch vào lúc nửa đêm. Hưởng thọ 85 tuổi đời, 64 tuổi đạo.